# Evripid
Evrípid ali Evrípides (starogrško Εὐριπίδης: Euripídes), starogrški dramatik, * okoli 480 pr. n. št., † 406 pr. n. št.
Evripid je bil zadnji od treh velikih tragedov klasičnih Aten (druga dva sta bila Ajshil in Sofoklej). Antični strokovnjaki so menili, da je Evripid napisal petindevetdeset iger, vendar je štiri med njimi verjetno napisal Kritij. Osemnajst Evripidovih iger se je ohranilo v celoti. Devetnajsta igra, Rhesus, verjetno ni Evripidova. Ohranili so se tudi večji ali manjši fragmenti večine drugih iger.
Evripid je znan predvsem po tem, da je preoblikoval formalno zgradbo tradicionalne atiške tragedije, saj je upodobil močne ženske osebe in inteligentne sužnje, mnoge junake grške mitologije pa satiriziral. Njegove igre so v primerjavi z igrami sodobnikov modernejše, saj se osredotočajo na notranje doživljanje in motive likov, kar je bilo grškemu občinstvu dotlej neznano.
Verjetno eden znamenitejših Evripidovih navedkov je: »Kogar želijo Bogovi uničiti, ga najprej zmešajo«.

## Evripid, prvi kritični intelektualec
Biografija Evripida, zadnjega iz trojice velikih antičnih tragedov (Ajshil – Sofoklej – Evripid), je sestavljena iz legend, ki so krožile po Grčiji že za časa pesnikovega življenja. Rodil se je poljedelcu Mnésarhosu in materi Klejtó leta 485 ali 480 pr. n. št. na Salamini, kjer je imel njegov oče veliko posestvo, ali v Atenah. Anekdota pravi, da se je rodil na zmagovalni dan (20. septembra 480 pr. n. št.) grške bitke pri Salamini, kjer so Grki v pomorski bitki premagali Perzijce. V tej bitki se je bojeval tudi Ajshil. Antični viri o njem govorijo kot o samotarju in mizoginu (k temu naj bi ga pripeljali dve nezvesti ženi), ki se je iz Aten raje umaknil na Salamino in v samotni jami živel in pisal svoja odrska dela. Njegovemu očetu je bilo prerokovano, da bo sin zmagoval na agonih, a si je prerokbo napačno razlagal in sina usmeril k rokoborbi. Borilne veščine je kmalu zamenjal za pesnikovanje. Filozof Anaksagora, ki je poučeval v Atenah, ga je seznanil s sofističnimi nauki, Aristofan pa ga je tudi zaradi sofističnih vplivov v svojih delih smešil kot heretika in »revolucionarja, ki v svojih dramah najrajši prikazuje umore, prešuštva, inceste, skratka 'sex and violence'«. Evripid je v duhu filozofskega racionalizma pogosto problematiziral verska vprašanja. S svojimi nedoumljivimi »razsvetljenskimi« idejami o bogovskih mitih, dvomu v avtoriteto in prerokbe, ker je ženske postavljal med nosilke dejanj, ker je moške prikazoval v njihovih šibkostih in dvomih in ker je besede polagal v usta sužnjev in kmetov, je veljal za »enfant terrible« atiške dobe. Sodeloval je na dvaindvajsetih tragiških agonih, a ker pri atenskemu občinstvu ni bil posebno priljubljen, mu je samo štirikrat pripadla zmaga na Velikih dionizijah, peto pa je prejel postumno, ko je njegova zadnja tri dela (vključno z Bakhami) na festivalu predstavil njegov sin. Zagrenjen in razočaran nad življenjem je leta 408 zapustil Atene in se preselil v makedonsko prestolnico Pelo, h kralju Arhelaju. Tukaj je napisal gledališki mojstrovini Bakhe in Ifigenijo v Avlidi. Spomladi leta 406 je umrl in njegovo smrt je ljudska fantazija pospremila z različnimi zgodbicami: po eni so ga raztrgali naščuvani psi, po drugi pa so se nadenj spravile pobesnele menade – fanatične častilke boga Dioniza. 
»Največji tragik med pesniki«, kot ga imenuje Aristotel v svoji Poetiki, je svoje like snoval drugače kot njegova znamenita predhodnika in »konkurenta« na tekmovanjih Velikih dionizij. Natančno je opazoval človeško naturo, se poglabljal v psihologijo ter iskal vzroke in posledice za dejanja svojih dramskih junakov. Grški mit mu je služil kot vir, kjer mitološki junak dobili priložnost, da se iz herojskega literarnega junaka prelevi v moža iz mesa in kosti. Evripid je do konca zrahljal tematski okvir trilogije, namesto satirske igre je raje dodal »četrto« tragedijo s srečnim koncem, okrnil je funkcijo zbora, ki odrsko dogajanje komentira le še kot opazovalec, uvedel je prologe v obliki monologa, igre pa je velikokrat zaključil z nastopom »deus ex machine«. 
V Evripidu so helenistični pesniki videli nosilca nove dobe, umetnika, ki je bil hkrati klasičen in moderen. Ljubezen kasnejših dob do Evripida, »prvega kritičnega intelektualca«, »izumitelja odrske psihologije«, »odrskega modrijana«, se kaže tudi v številu ohranjenih del, saj je v primerjavi z Ajshilom in Sofoklejem ohranjeno veliko število Evripidovih del. Od dvaindevetdesetih, kolikor jih navaja bizantinski leksikon Suidas, se je do današnjih dni ohranilo 18 njegovih tragedij in ena satirska igra (danes lahko prebiramo sedem Ajshilovih in sedem Sofoklejevih tragedij).

## Vir
Evripid, prvi kritični intelektualec, gledališki časopis mariborske Drame Premiernik, št. 1, sezona 2006/2007